# Martin Happe
Martin Albert Happe M. Afr. (ur. 15 listopada 1945 w Sendenhorst) – niemiecki duchowny katolicki, biskup Nawakszutu w Mauretanii w latach 1995–2024.

## Życiorys
Święcenia kapłańskie otrzymał 2 czerwca 1973 w zgromadzeniu Misjonarzy Afryki (ojców białych).
10 lipca 1995 papież Jan Paweł II mianował go biskupem diecezji Nawakszut w Mauretanii. Sakry biskupiej udzielił mu 1 listopada 1995 biskup Münster Reinhard Lettmann.
10 lutego 2024 papież przyjął jego rezygnację z pełnionego urzędu, złożoną ze względu na wiek.